# Yukimarimo

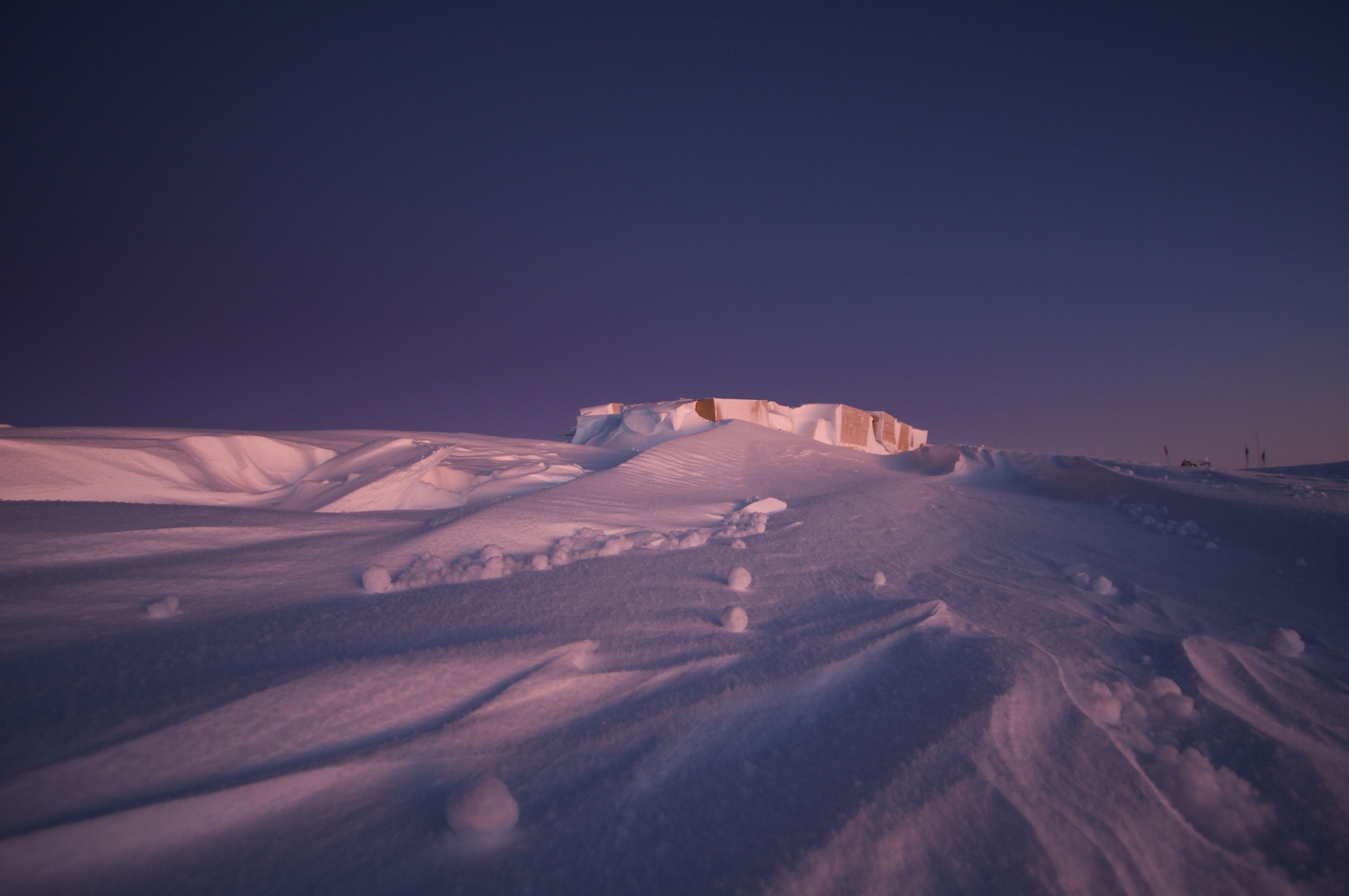
Yukimarimo vid Amundsen–Scott-basen, Antarktis, 2008.

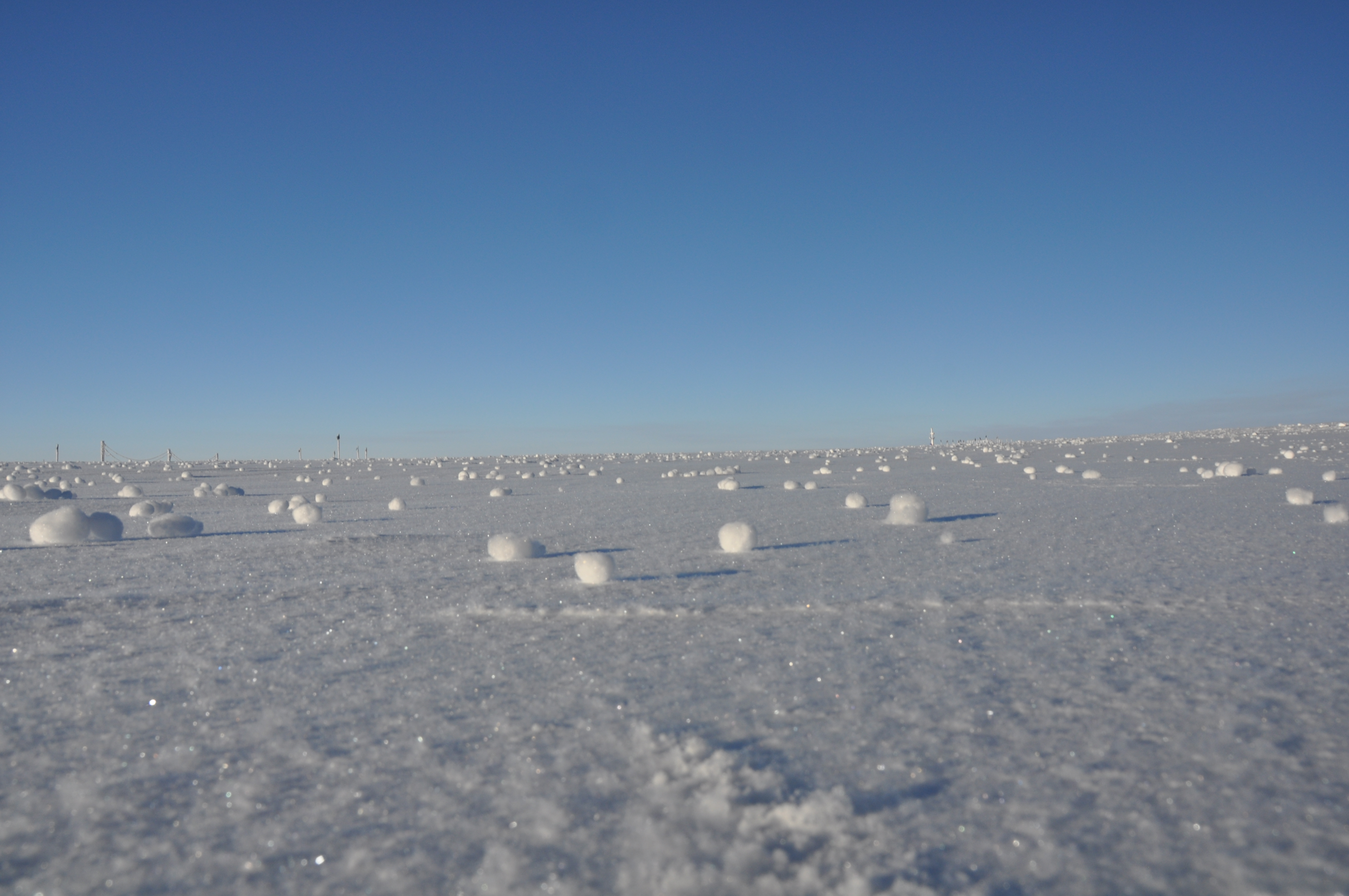
Yukimarimo vid Summit Camp, Grönland, 2013.

Yukimarimo är små bollar av frost som kan bildas på snöfält vid mycket låga temperaturer och svaga vindar. Fenomenet är känt från Antarktisplatån och Grönlands högplatå. De mest gynnsamma förhållandena för att fenomenet ska uppstå är en temperatur på mellan −70 och −60 °C och en vindhastighet på mellan 2 till 4 meter per sekund och det måste vara rimfrost på snöfältets yta. Rimfrosten bryts sönder av de svaga vindarna och de lösa frostkristallerna klumpar genom elektrostatisk attraktion ihop sig till små bollar. De små bollarna, som börjar blåsa omkring med vinden, är i ett tidigt stadium inte mer än 0,5 till 1 centimeter i diameter, men kan bli större, som störst 12 centimeter i diameter, genom att mer frostkristaller fäster vid bollens yttre lager och därmed bygger på bollen.
Yukimarimo som fenomen beskrevs först 1995 från Dome F (även känd som Dome Fuji, norska: Valkyrjedomen, svenska: Valkyriadomen eller Valkyriedomen) av 36:e japanska antarktiska forskningsexpeditionen (JARE-36) vid den japanska forskningsstationen Dome Fuji. Namnet "yukimarimo" fick fenomenet av japanskans ord för snö, "yuki", och "marimo", som syftar på att bollarna tycktes likna klotalg, som har ett klotformigt växtsätt.
Det har dock förmodats att redan Roald Amundsen (1911) och senare också Paul Allman Siple (1957) observerade fenomenet, utifrån några korta skrivningar i deras respektive anteckningar, som passar väl in på yukimarimo.